# Croix de Saint-Maclou
La croix de Saint-Maclou est un monument situé à  Saint-Maclou, en France.

## Localisation
La croix se situe place de l'église, réaménagée à cet effet, façade donnant sur la RD 675 (route de Beuzeville).

## Historique
L'édifice, une croix monumentale, est daté du XIIe siècle-XIIIe siècle.
La croix est inscrite comme monument historique depuis le 16 septembre 1953.